# Miikka Kemppi
Miikka Kemppi, ps. „suNny” (ur. 24 sierpnia 1994) – fiński profesjonalny gracz Counter-Strike: Global Offensive, będący riflerem dla organizacji ENCE eSports. Były reprezentant takich formacji jak Recursive eSports, ENCORE, Team ROCCAT, PENTA Sports, MIXCAT czy mousesports.
Jest on 16. najlepszym graczem CS:GO 2018 roku. W swojej dotychczasowej karierze zarobił ok. 307 tysięcy dolarów.

## Życiorys
Kariera suNny’ego rozpoczęła się 27 marca 2013 roku, kiedy dołączył do drużyny o nazwie TOOMUCHVIDEOGAMES, która 13 kwietnia tego samego roku została przejęta przez organizację ENCE eSports. 15 stycznia 2017 roku Miikka dołączył do formacji PENTA Sports, z którą dostał się na turniej PGL Major Kraków 2017, gdzie ostatecznie zajęli 12/14. miejsce, przegrywając z FlipSid3 Tactics. 4 sierpnia 2017 suNny opuścił PENTA Sports i dołączył do mousesports. To właśnie w tej organizacji Miikka wkroczył na najwyższy poziom sceny CS:GO, grając z najlepszymi zespołami na świecie. W mousesports wygrał m.in. ESG Tour Mykonos 2017, StarLadder & i-League StarSeries Season 4, V4 Future Sports Festival Budapest 2018 czy też ESL One New York 2018. 14 marca 2019 Miikka został przesunięty na ławkę rezerwowych w mousesports. Wtedy zaczął poszukiwanie organizacji, która przyjmie go pod swoje skrzydła. Znalazł ją 23 sierpnia 2019, kiedy ponownie dołączył do fińskiej organizacji ENCE eSports.

## Wyróżnienia indywidualne
- Został wybrany 16 najlepszym graczem CS:GO 2018 roku według serwisu HLTV[6].

## Osiągnięcia[7][8]
- 1. miejsce – Lantrek 2014
- 3/4. miejsce – Gfinity Pro League Season 1
- 3/4. miejsce – ASUS ROG CS:GO Summer Tournament 2014
- 2. miejsce – Lantrek 2015
- 3. miejsce – Game Show CS:GO League Season 2
- 1. miejsce – ASUS ROG Nordic Challenge
- 2. miejsce – Assembly Winter 2016
- 1. miejsce – Operation: Kinguin #2
- 1. miejsce – Vectorama 2016
- 1. miejsce – Peliliiga eSM 2016
- 1. miejsce – IeSF World Championship 2016
- 2. miejsce – Nordic Championship 2016
- 1. miejsce – ESEA Season 24 Global Challenge
- 1. miejsce – Farmskins Championship #1
- 2. miejsce – Europe Minor Championship Kraków 2017
- 1. miejsce – ESG Tour Mykonos 2017
- 3/4. miejsce – DreamHack Open Denver 2017
- 2. miejsce – DreamHack Open Winter 2017
- 2. miejsce – Esports Championship Series Season 4 – Finals
- 5/8. miejsce – ELEAGUE Major Boston 2018
- 1. miejsce – StarLadder & i-League StarSeries Season 4
- 1. miejsce – V4 Future Sports Festival – Budapest 2018
- 1. miejsce – ESL Pro League Season 7 – Europe
- 3/4. miejsce – Intel Extreme Masters XIII – Sydney
- 3/4. miejsce – StarSeries & i-League CS:GO Season 5
- 2. miejsce – ESL One Belo Horizonte 2018
- 3/4. miejsce – ELEAGUE CS:GO Premier 2018
- 3/4. miejsce – DreamHack Masters Stockholm 2018
- 1. miejsce – ESL One: New York 2018
- 3/4. miejsce – ESL Pro League Season 8 – Finals
- 2. miejsce – CS:GO Asia Championships 2019
- 3/4. miejsce – Champions Cup Finals